# Castes en Afrique
 (septembre 2020).
Si vous disposez d'ouvrages ou d'articles de référence ou si vous connaissez des sites web de qualité traitant du thème abordé ici, merci de compléter l'article en donnant les références utiles à sa vérifiabilité et en les liant à la section « Notes et références ».
Les castes en Afrique sont une forme de stratification sociale que l’on retrouve dans plusieurs groupes ethniques en Afrique de l'Ouest et au Sahel.
Les caractéristiques des systèmes de castes en Afrique varient selon les groupes ethniques. Certaines d'entre elles ont un système de castes rigide et strict avec une forme d’esclavage intégré, tandis que d'autres sont plus diffuses et complexes.
Comme en Inde, le système des castes n’a plus d’existence officielle en Afrique, mais leur hiérarchie demeure très présente dans beaucoup de sociétés africaines.

## Géographie
Des dizaines d’ethnies sont encore organisées en castes : parmi elles, les Mandingues, les Soninké, les Wolofs, les Peuls, les Toucouleurs, les Songhaï, les Sénoufos, les Dogons, les Touaregs et les Maures, présents principalement au Mali, au Sénégal, en Guinée, au Burkina Faso, en Mauritanie, en Gambie, au Niger, en Guinée-Bissau, en Côte d'Ivoire (nord), au Cameroun (extrême-nord) et au Sierra Leone.
Au Ghana, les ethnies Akan sont organisées en clan (abusua) et non en caste.

## Histoire
Le royaume du Tekrour, fondé au IXe siècle, entre la vallée du Sénégal et le Fouta-Toro, est à peu près contemporain de l'empire du Ghana à son apogée. C'est sans doute là que naît le système de castes,.
Selon le chercheur Tal Tamari, la caste en tant qu'institution officielle aurait émergé au moment du conflit entre Soundiata Keïta, le fondateur de l'empire du Mali, au XIIIe siècle, et Soumaoro Kanté, son adversaire sosso, qui aboutira à la défaite de ce dernier.
Le système de caste serait à l'origine de l'émergence du système de clan abusua lors des migrations Akan provenant des territoires malinkés.

## Système
Les systèmes de castes en Afrique reposent le plus souvent sur l’endogamie, le statut hiérarchique, des emplois hérités (castes de forgerons, tisserands, griots…), l’appartenance à la naissance et les contraintes imposées en matière de commensalité.
Les Peuls ou les Toucouleurs (treize castes réparties en trois classes) sont parmi les ethnies les plus segmentées.
Chaque caste a ses propres fonctions mais les différences entre castes tendent à s'estomper, tout particulièrement au niveau des métiers exercés. Toutefois, il est très mal vu pour un horon (noble) de devenir chanteur, métier réservé aux djeli.
Les castes dressent une barrière matrimoniale, plus difficile à franchir que celle des ethnies (le terme de caste étant entendu ici dans le sens général de classe sociale, à caractère d'exclusive, et non dans le sens qu'on lui donne dans certaines régions, où le terme est réservé aux castes artisanales).

### Chez les Mandés
Les sociétés du Mandé étaient initialement divisée en familles ou en clans. Ces derniers se sont, à leur tour, subdivisés en 2 groupes eux-mêmes subdivisés :

#### Les nobles (horon)
Ces trois groupes sont appelées horon ou horo en mandingue par opposition aux gens de castes, les nyamakalan.
- les massalen (nobles). Ils sont au sommet de la hiérarchie. Ils représentent la royauté et le pouvoir territorial, ce sont les chefs de provinces qui ont sous leurs ordres les chefs des différents villages du canton. Ils sont le plus souvent agriculteurs, éleveurs ou pêcheurs.
- les tondjon (chasseurs),
- les mori (marabouts).

Aujourd'hui, le pouvoir est souvent entre leurs mains (pouvoirs politique, économique, religieux). Dans le but de sauvegarder la pureté sanguine (yéréwoloya), le mariage avec des castés leur est formellement interdit.

#### Les artisans (nyamakalan)
Les nyamakalan (les griots, forgerons, cordonniers, bûcherons, etc.) sont à proprement parler les gens de caste ou castés. Ils se divisent entre :
- Les griots (ou djeli), qui jouent un rôle important dans les sociétés Mandé. Lors des baptêmes, mariages, et autres événements festifs, ils sont toujours les premiers invités notamment pour chanter ou dire les louanges de telles ou telles familles. Les djeli, spécialistes de la généalogie, historiens, conteurs sont aussi considérés comme les gardiens de la mémoire collective depuis des siècles.
- Les forgerons (ou noumou en bambara). Ces derniers, d'après certaines légendes, descendraient tous d'un ancêtre mythique, Noum Fayiri, qui a percé les secrets des forges et les a transmis à ses descendants. Le Roi-Forgeron Soumaoro Kanté du royaume de Sosso, dévasta le pays mandé avant d'être arrêté par Soundiata Keïta. Les maîtres forgerons adhèrent à une société secrète, le Komo.
- Les garankés qui sont, à l'origine, des maroquiniers, bottiers, cordonniers.
- les fino, sorte de serviteur des castés.

#### Les captifs (djons)
les djons ou dyons (les captifs réduits à l'esclavage), prisonniers de guerre, ou capturés lors des luttes entre territoires ou tribus. Il arrivait parfois que des hommes ou femmes, poussés par leur extrême pauvreté se proposent d'être captifs, afin d'avoir l'assurance d'être nourris et logés.

#### Patronymes
De nos jours, tous les patronymes se retrouvent dans toutes les castes, à l'exception des Kouyaté, qui sont généralement griots, des Kanté souvent forgerons. Mais historiquement, chaque patronyme correspondait à un groupe. Les patronymes les plus fréquents étaient les suivants :
- chez les horon : Konaté, Konaré, Diarra, Coulibaly, Fomba, Doucouré, Traore, Keita, Sanogo, Ba, Sy, Diallo, Bagayoko, Diakité, Sidibé, Sangaré, Koné, Berthé, Tall, Touré, Soumaré, Sissoko, Camara, Diakho , Fofana, Bouare, Magassa, Kourouma etc.
- chez les djeli : Sissoko (ou Cissoko, que l'on peut trouver chez les nobles aussi), Kouyaté, Tounkara, etc.
- chez les noumou : Ballo, Kanté , Fané, Sinayoko, Koumare, Thiam, etc.
- chez les garankés : Simaga, Saké Bathily.

### Chez les Peuls
La société peule est la plus hiérarchisée d'Afrique. Ce système de castes est aussi plus complexe et d'un abord plus difficile pour le regard extérieur que celles que l'on peut observer dans d'autres communautés, comme les communautés touaregs ou maures.
Dans les villes, il existe deux grandes classes sociales, qui ont toutefois tendance à disparaître :
- Les nobles ou rimɓe, la plupart de patronymes Kâ-Sow-Bâ: Dans le Fouta Toro, les rimɓe (sing. dimo) comprennent les castes suivantes :
- les tooroɓɓe (sing. tooroodo), à l'origine un mélange d'ethnies. Tout le monde peut être torobes comme exemple un maccuɓe qui appris le coran ou un Gawlo, etc. Ethnologiquement torodo veut mendiant en poullar torodé  ;[pas clair]

- Les Peuls (Yallalbés, Saibobés et Deniyankobes) qui étaient les rois du Fouta ils ont régné sur tous le fouta de Satigue Tenguélla a Awdy Samba Dondé

Durnooɓe qui signifie qui "font paître" n'est pas en soi une caste. On peut les appeler les Fulɓe aynaaɓe (Peuls éleveurs). Ils sont nobles et de même rang que les tooroɓɓe (Au Fouta Toro, au moins). Le terme dimo désigne bien "noble".
- Les Jaawanbe ou Diawanbes (Jaawando ou Diawando au singulier) ; ils sont fortement apparentés au fulbe avec qui ils ont cohabitè depuis des siècles et s'entremarient très souvent. D'ailleurs au Macina, ils sont appelés "Fulbe Jaawanbe" c'est-à-dire peul-diawando. Ils portent les patronymes Bocoum, Bassoum, Saam, Daff,Ndjim, Lah, Baccily, Koita, Niane, Ndiade, etc.[8]

- les subalɓe (sing. cubballo), pêcheurs ;
- les durnooɓe (sing. durnoowo), ou fulɓe aynaaɓe, éleveurs ;
- les seɓɓe (sing. ceɗɗo), guerriers ;

- Les "non nobles" ou ñeeñɓe (sing. ñeeño) :
- les Wayluɓe, Baylo, forgerons ;
- les Lawɓe, labbo, bûcherons ;
- les Sakkeeɓe, Sakke, cordonniers ;
- les Maabuɓe, Maabo, tisserands ;
- les Wammbaaɓe, bammbaaɗo, guitaristes ;
- les Awluɓe, gawlo, griots ;
- les Gallunkooɓe, gallunke, affranchis ;
- les Jiyaaɓe (maccuɓe pour hommes et horɓe pour les femmes, sing. maccuɗo, korɗo), esclaves.

Les mariages entre les deux groupes ne sont pas acceptés. Aussi, ils sont rares entre les tooroɓɓe et subalɓe... Les mariages sont possibles et normaux entre les 4 premières castes des ñeeñɓe, entre les awluɓe et les wammbaaɓe aussi. Les jiyaaɓe, en bas de l'échelle sociale, ne peuvent se marier avec aucune autre caste...
L'ensemble comporte de nombreux homonymes suivant les parlers locaux ainsi que des articulations intercastes, mais relèvent toujours des mêmes distinctions sociales.

### Chez les Wolofs
Au Sénégal, sans être rigoureusement un interdit, il existe un tel ostracisme qu'il est pratiquement impossible à un homme d'épouser une femme de caste inférieure sans risquer de déchoir et de se retrouver mis au ban de la société. La place de chacun dans la hiérarchie sociale des castes est facilement connue car 95 % de la population partage 300 noms de famille. Une exception : il arrive qu'un maître épouse sa captive, pour en avoir des enfants qui seront libres, la mère sera affranchie par ce fait, mais si l'union est stérile, la femme demeure dans sa condition servile.

### Chez les Zharma et les Songhaï
Chez les Zharma-Songhaï, le système de caste est resté particulièrement prégnant, rendant les mariages entre noble et « homme de caste » presque impossibles

### Chez les Touaregs
Si la société touarègue est hiérarchisée, sa structure ne s'apparente pas aux hiérarchies figées occidentales. Chacune des classes sociales, articulées selon leurs fonctions sociales spécifiques, se fréquentent et se mêlent au quotidien, unies dans des relations de plaisanterie codées. Il existe trois grandes catégories sociales :
- Imajaghan (sg. amajegh) : tribus nobles[10], principalement des guerriers qui ont pour fonction de protéger les autres tribus vassales ; chacune possède une clientèle d'imghad qui lui verse un tribut ;
- Ineslemen : tribus maraboutiques (au singulier ineslem signifie « musulman »), considérées comme nobles aussi[10] ;
- Imghad (sg. amghid) : tribus vassales ;

À ces catégories s'ajoutent :
- Inaden (Inhadan) (sg. enad) : forgerons (en fait plus généralement les artisans) noirs ;

Traditionnellement, les Inhadhen sont classifiés essentiellement suivant leur savoir-faire technique et la tribu ou fraction à laquelle ils sont rattachés. Ils sont considérés comme un groupe social à part, détenant un savoir-faire technique spécifique et indispensable, mais avec lequel tous s'abstiennent d'avoir des liens de mariage.
- Irawellan : anciens captifs touareg ;
- Iklan (sg. akli) : esclave ou si l'on préfère serviteur (Bellas en  langue songhaï, Bouzou  langue haoussa).

### Chez les Haoussa
Les Haoussa sont divisés en 4 groupes : 
- les hommes du pouvoir (les chefs et leurs notabilités) ;
- les marabouts (très proches du pouvoir) ;
- les commerçants ;
- les « hommes de caste » : bouchers, tisserands, forgerons, potiers, griots, coiffeurs traditionnels (barbiers), cordonniers, puisatiers et les esclaves.

## Les forgerons
Presque partout en Afrique de l'ouest, le statut général et la vie quotidienne du forgeron présentent des caractères spécifiques comparés à ceux des autres travailleurs ; ils forment généralement des groupes sociaux endogames.
En certains endroits de l'Afrique subsaharienne, les forgerons jouissent d’une réputation pratiquement divine. Ils habitent souvent à l'écart du village. En d'autres endroits, ils sont considérés comme faisant partie des couches inférieures de la société, en relation avec l'aspect manuel de leur travail.

## La résistance aux castes
Opposés au système des castes, les membres de la confrérie soufie Layeniyya au Sénégal prennent tous « Laye » comme nom pour ne pas avoir à recourir à leur patronyme, qui trahirait leur caste.